# ایزابل فونسکا
ایزابل فونسکا (انگلیسی: Isabel Fonseca؛ زادهٔ ۱۹۶۱ (۶۳–۶۴ سال)) نویسنده اهل ایالات متحده آمریکا است.